# 横側頭回
横側頭回（おうそくとうかい、英:Transverse temporal gyrus）は大脳の側頭葉にある脳回。ヘッシェル回（へっしぇるかい、英: Heschl's gyri、Heschl's convolutions）とも呼ばれる。外側溝の内部にある側頭平面に位置し、上側頭回の一部として扱われる事もある。この領域は聴覚情報を処理する最初の大脳皮質の領域で一次聴覚野にあたる。視床の内側膝状体から聴放線を通じて聴覚情報の入力を受ける。細胞構築学的な分類であるブロードマンの脳地図の41野と42野にあたる。
前後方向に走る他の全ての側頭葉の脳回とは違い、横側頭回は中央外側方向に (脳の中心に向かって) 走っているという点で、解剖学的に独特である。
ヘッシェル回という名前はリチャード・L・ヘッシェル (Richard L. Heschl) の名前から名づけられた。

## 参考画像
- ヒト脳の冠状断面。外側溝周辺に色。  横側頭回（側頭葉の一部）  島皮質  頭頂弁蓋（頭頂葉の一部）